# John David Merwin
John David Merwin (* 26. September 1921 in Frederiksted auf Saint Croix, Amerikanische Jungferninseln; † 17. März 2013 in Ohio) war ein US-amerikanischer Politiker. Zwischen 1958 und 1961 war er Gouverneur der Amerikanischen Jungferninseln.

## Werdegang
John Mervin studierte an der Universität von Puerto Rico und der Yale University.  Später schlug er auf den Jungferninseln als Mitglied der Republikanischen Partei eine politische Laufbahn ein. Er wurde Abgeordneter im dortigen Abgeordnetenhaus, wo er sich unter anderem für eine weitgehende Steuerbefreiung bzw. Steuererleichterungen von Unternehmen einsetzte. Am 23. Dezember 1957 wurde er Secretary of State seines Territoriums. Am 4. August 1958 wurde Merwin von Präsident Dwight D. Eisenhower zum dortigen neuen Gouverneur vorgeschlagen und nach der Zustimmung des Kongresses am 25. September in sein neues Amt eingeführt. In dieser Funktion löste er Walter A. Gordon ab. In seiner bis zum 5. April 1961 währenden Amtszeit förderte er den Tourismus und plante einen zweiten Flughafen auf der Insel Saint Thomas. Dieser Plan wurde aber von seinem Nachfolger wieder aufgegeben. Nach dem Ende seiner Gouverneurszeit ist John Merwin politisch nicht mehr in Erscheinung getreten.
Merwin starb 91-jährig am 17. März 2013 in seinem Zuhause im US-Bundesstaat Ohio.